# Wick (Gloucestershire)
Wick – wieś w Anglii, w hrabstwie ceremonialnym Gloucestershire, w dystrykcie (unitary authority) South Gloucestershire. Leży 11 km na wschód od miasta Bristol i 160 km na zachód od Londynu. W 2001 miejscowość liczyła 1970 mieszkańców.